# ترزا نووتووا
ترزا نووتووا (اسلواکی: Tereza Nvotová؛ زادهٔ ۲۲ ژانویهٔ ۱۹۸۸) بازیگر و کارگردان اهل کشور اسلواکی است.
از فیلم‌ها یا برنامه‌های تلویزیونی که وی در آن نقش داشته‌است می‌توان به فرشته تبهکار اشاره کرد.